# Stephan Hicks
Stephan Keenan Hicks (Los Ángeles, California, 2 de abril de 1992) es un baloncestista estadounidense que pertenece a la plantilla de los Indiana Mad Ants de la G League. Con 1,98 metros de estatura, juega en la posición de escolta.

## Trayectoria deportiva

### Universidad
Jugó cuatro temporadas con los Matadors de la Universidad Estatal de California,Northridge, en las que promedió 16,1 puntos, 6,5 rebotes y 1,1 asistencias por partido. En su primera temporada fue elegido Novato del Año de la Big West Conference, tras promediar 15,1 puntos y 7,1 rebotes por encuentro, siendo el segundo jugador en la historia de la universidad en conseguir ese galardón, tras Ian Boylan. Ya en su última temporada fue incluido en el segundo mejor quinteto de la conferencia, acabando su carrera como el máximo anotador histórico de los Matadors, tras conseguir 1.959 puntos.

### Profesional
Tras no ser elegido en el Draft de la NBA de 2015, sí lo fue en el Draft de la NBA Development League el 31 de octubre por los Oklahoma City Blue, quienes esa misma noche lo traspasaron a los Fort Wayne Mad Ants a cambio de una futura segunda ronda y los derechos sobre James Carlton. En su primera temporada en el equipo promedió 7,6 puntos y 2,8 rebotes por partido.